# ساختمان سیتی‌گروپ

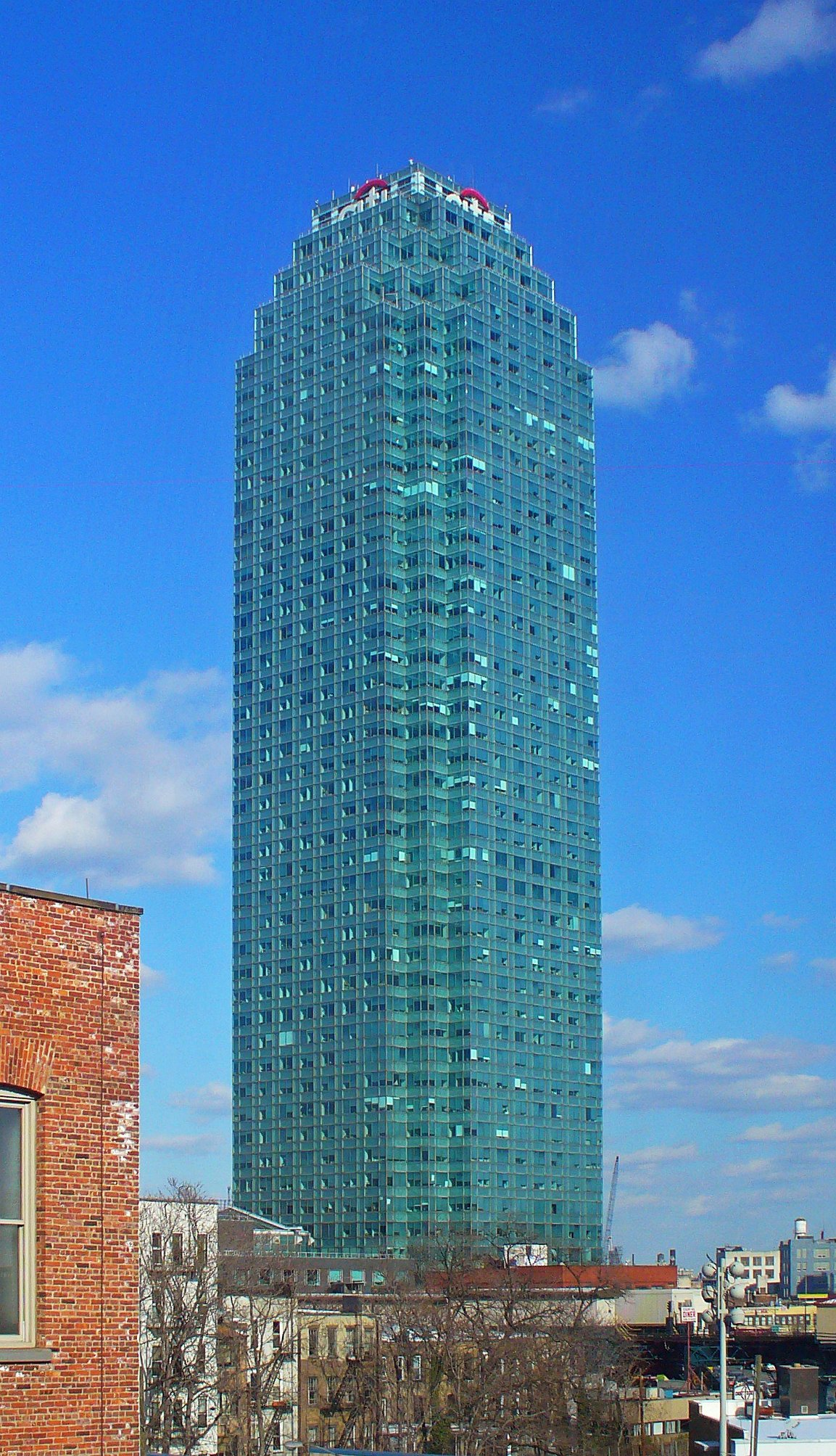
ساختمان سیتی‌گروپ

ساختمان سیتی‌گروپ، (به انگلیسی: Citigroup Building) که به وان کورت اسکوئر نیز شهرت دارد، ساختمان اداری و ۵۰ طبقه با ارتفاع تقریبی ۲۰۹ متر است، که متعلق به شرکت خدمات مالی و بانکداری سیتی‌گروپ بوده و در منطقه لانگ آیلند سیتی، کویینز در نیویورک مستقر می‌باشد.
ساختمان سیتی‌گروپ که در سال ۱۹۹۱ تکمیل شد، توسط شرکت اسکیدمور، اوینگز و مریل برای کمپانی سیتی‌گروپ احداث گردید و هم‌اکنون به‌عنوان بلندترین آسمانخراش محله کویینز شهر نیویورک محسوب می‌شود